# 몰디브 증권거래소
몰디브 증권거래소(영어: Maldives Stock Exchange, 약칭 MSE)은 몰디브 말레에 있는 증권거래소이다.